# Mitsubishi Aircraft Corporation
Mitsubishi Aircraft Corporation (三菱航空機株式会社, Mitsubishi Kōkūki Kabushiki-gaisha) abreviado MITAC, era una compañía japonesa que desarrolla, produce, vende y respalda los aviones de pasajeros Mitsubishi Regional Jet (anteriormente MRJ). La fabricación de la aeronave es realizada por la empresa matriz Mitsubishi Heavy Industries (MHI).
MITAC se estableció el 1 de abril de 2008. MHI controla el 64% de las acciones de la compañía, mientras que Toyota Motor Corporation y Mitsubishi Corporation poseen cada una el 10% de las acciones; otros accionistas incluyen Sumitomo Corporation y Mitsui & Co.
MITAC tiene su sede en el aeródromo de Nagoya en Komaki en la prefectura de Aichi, adyacente a las instalaciones de producción de MRJ. Tiene sucursales en Nagoya y Tokio, que se ubican conjuntamente con las oficinas de MHI. MAC tiene filiales en el extranjero con sede en Ámsterdam y en Renton, Washington.
El CEO Teruaki Kawai ha indicado que la compañía no producirá aviones más grandes que el MRJ, ya que MHI es un importante proveedor de Boeing (incluida la fabricación de alas para el Boeing 787), y el grupo generalmente carece de la capacidad de competir con Airbus y Boeing.
Tras la desinversión de Bombardier Aviation de sus programas CSeries y Dash 8, el 25 de junio de 2019, Mitsubishi Heavy Industries anunció la adquisición del programa CRJ de Bombardier, en un acuerdo que se espera cerrar en el primer semestre de 2020, sujeto a la aprobación regulatoria. Mitsubishi se beneficiará de la experiencia global de Bombardier en áreas que van desde la ingeniería y la certificación hasta las relaciones con los clientes y el soporte, impulsando su programa SpaceJet y potencialmente permitiendo que el SpaceJet se produzca en América del Norte. El acuerdo incluye dos centros de servicio en Canadá y dos en los Estados Unidos, así como los certificados de tipo para el CRJ. Bombardier retendrá su instalación de ensamblaje en Mirabel, cerca de Montreal, Canadá, y continuará produciendo el CRJ en nombre de Mitsubishi hasta que se complete la cartera de pedidos actual.
En septiembre de 2019, Mitsubishi Aviation anunció la creación de un "Centro SpaceJet Montreal" en el suburbio Boisbriand de Montreal, empleando inicialmente alrededor de 100 empleados para participar en la certificación Spacejet M90 y las actividades de entrada en servicio. Las pruebas de vuelo se realizaban desde un sitio en Moses Lake, Washington, en asociación con AeroTEC, antes de ser detenido en mayo de 2020 como resultado de los recortes presupuestarios a la luz de la pandemia COVID-19. El 6 de febrero de 2023, Mitsubishi Heavy Industries finalizó el proyecto Spacejet citando la inestabilidad del mercado de la aviación, y anunció planes para disolver la subsidiaria Mitsubishi Aircraft Corporation.

## Aeronaves
- Mitsubishi Regional Jet (Mitsubishi SpaceJet)
- Bombardier CRJ (después del 1 de junio de 2020, CRJ Series)

Nota: El negocio de CRJ fue adquirido por MHI, la empresa matriz de MITAC. A julio de 2020, no hay indicios de que el programa se haya convertido en parte del MITAC.